# Conrad Schnitzler
Conrad Schnitzler (17 de marzo de 1937 en Dusseldorf, Alemania - 4 de agosto de 2011 en Berlín, Alemania) fue un artista conceptual, músico y compositor alemán.
Pionero en la música electrónica y el Krautrock fundó a mediados de los años 60, junto a Roedelius, el Zodiak Free Arts Lab. Formó parte de influyentes grupos del género como Tangerine Dream o Kluster y en su trayectoria publicó más de un centenar de álbumes y de cintas de casete que, pese a su escasa distribución, le granjearon una influyente posición en la música electrónica alemana.

## Biografía
Schnitzler se dedicó a la exploración musical desde finales de los años sesenta del siglo XX sobre todo en el ámbito de la música electrónica. Es calificado por analistas del género como pionero y creador de estilos de música electrónica como el krautrock, la música cósmica o el  ambient.
Discípulo de Joseph Beuys en la escultura y de Stockhausen en la música, hacia 1967 se establece en Berlín fundando el Zodiac Club junto a Hans-Joachim Roedelius. Poco después, en 1969 ambos se unen a Dieter Moebius para el proyecto Kluster colaborando Conrad en sus dos primeros trabajos. Casi al mismo tiempo Edgar Froese lo recluta para Tangerine Dream para que se ocupara de la tecnología electrónica y de los efectos. Con Klaus Schulze, como tercer miembro, se convirtieron en la referencia de la nueva música alemana al publicar su primer álbum Electronic Meditation.
Después de estas colaboraciones Schnitzler se concentró en su desarrollo musical en solitario comenzando con la casete «Schuwarz». Le siguieron «Rot» (1971) y «Blau» (1973) progresando desde una instrumentación mixta acústica-electrónica hacia fórmulas totalmente electrónicas. Sus composiciones son esencialmente minimalistas incluyendo un tema por cada cara. Continuo grabando piezas que no se publicaron y destacó por sus performances en las que iba con dos reproductores de casete y un casco "asustando" a los transeúntes de Stuttgart. Con este proyecto editó una caja de 100 casetes de 30 minutos. También utilizó la cámara oculta para sus fines y en otro de sus espectáculos iba corriendo, vestido de astronauta, hasta que dos personas se lo llevaban en helicóptero.
Continuó editando casetes («The red cassette», «The black cassette» y «Kassette slowmotion»), pero es su álbum de 1978 «Con» su primera obra internacional. Grabado en el estudio Paragon de Peter Baumann (ex Tangerine Dream) se publicó en Francia, Canadá, Alemania, Italia, España y Japón. De estilo más accesible combina temas rítmicos con piezas minimalistas destacando el tema «Ballet Estatique» y «Electric Garden».
A partir de entonces comienza a publicar numerosos trabajos con sellos independientes en tiradas limitadas y muchas veces solo en casete. También realiza colaboraciones con otros músicos como Wolfgang "Sequenza" Siedel, Gen Ken Montgomery, Lars Strossen o Jorg Thomasius. En 1987, colaboró con Øystein Aarseth de Mayhem con la canción «Silvester Anfang» del demo (y posterior EP) de black metal Deathcrush. Por ello su discografía es difícil de completar debido a la dispersión de su obra y a la complicada distribución de sus trabajos. 
4 días antes de su fallecimiento, sucedido el 4 de agosto de 2011 debido a un cáncer de estómago, se publicó su última pieza «00/830».